# Сельское поселение «Деревня Высокое» (Куйбышевский район)
Сельское поселение «Деревня Высокое» — муниципальное образование в составе Куйбышевского района Калужской области России.
Центр — деревня Высокое.

## Население
| 2010 | 2012 | 2013 | 2014 | 2015 | 2016 | 2017 |
| ---- | ---- | ---- | ---- | ---- | ---- | ---- |
| 506  | ↘503 | ↘495 | ↘476 | ↗481 | ↘468 | ↗478 |
| 2018 | 2019 | 2020 | 2021 |      |      |      |
| ↘470 | ↘452 | ↘444 | ↘384 |      |      |      |

## Состав
В поселение входят 26 населённых мест:
- деревня Высокое
- деревня Белашовка-Вторая
- деревня Белашовка-Первая
- деревня Белый Холм
- поселок Борисовский
- деревня Верхний Студенец
- деревня Высаковка
- деревня Городец
- деревня Дулево
- деревня Емельяновичи
- деревня Красный Бор
- деревня Линевка
- деревня Липчаты
- деревня Мамоновка
- деревня Милеево
- деревня Нижний Студенец
- деревня Новики
- деревня Новые Холмы
- деревня Осиновка-Вторая
- деревня Понизовка Вторая
- деревня Понизовка-Первая
- деревня Савченки
- деревня Филиппченки
- деревня Фроловка
- деревня Холмы
- деревня Чёрная

### Упразднённые населённые пункты
Белашовка Третья — упразднённая в 2003 году деревня.

## Достопримечательности
На территории поселения расположен мемориальный комплекс «Безымянная высота», посвящённый бою, увековеченному в знаменитой песне.